# Malgassoclanis maculalis
Malgassoclanis maculalis är en fjärilsart som beskrevs av Griveaud 1970. Malgassoclanis maculalis ingår i släktet Malgassoclanis och familjen svärmare. Inga underarter finns listade i Catalogue of Life.